# Wang Yaping
Wang Yaping (en chinois : 王亚平, pinyin : Wáng Yàpíng), née le 27 janvier 1980 dans la préfecture de Yantai (province de Shandong), est une pilote militaire chinoise et une astronaute. Elle est la deuxième chinoise à avoir séjourné dans l'espace dans le cadre de la mission Shenzhou 10 lancée en 2013.

## Biographie
Wang est capitaine dans la Force aérienne chinoise. Elle a été candidate pour la mission spatiale Shenzhou 9 en 2012. Cependant, Liu Yang a été sélectionnée et est devenue la première femme chinoise dans l'espace. Le 11 juin 2013, elle participe à la mission Shenzhou 10 qui s'amarre à la station spatiale Tiangong 1. Elle revient sur Terre le 26 juin 2013.
Elle participe à la mission Shenzhou 13 lancée le 15 octobre 2021 vers la Station spatiale chinoise.
En novembre 2021, elle est la première femme chinoise à participer à une sortie extravéhiculaire.

## Vie privée
Wang est mariée, un ancien fonctionnaire ayant revendiqué que cette condition est nécessaire pour toutes les femmes qui font partie du programme spatial chinois. Toutefois, cette exigence a été officiellement démentie par le directeur du Centre des taïkonautes de la Chine, affirmant qu'il s'agit d'une préférence, mais pas une limitation stricte,,.